# Bellefonds
Bellefonds is een gemeente in het Franse departement Vienne (regio Nouvelle-Aquitaine) en telt 209 inwoners (1999). De plaats maakt deel uit van het arrondissement Châtellerault.

## Geografie
De oppervlakte van Bellefonds bedraagt 8,5 km², de bevolkingsdichtheid is 24,6 inwoners per km².
De onderstaande kaart toont de ligging van Bellefonds met de belangrijkste infrastructuur en aangrenzende gemeenten.

## Demografie
Onderstaande figuur toont het verloop van het inwonertal (bron: INSEE-tellingen).